# جرم، افغانستان
جرم (به لاتین: Jorm) یک منطقهٔ مسکونی در افغانستان است که در گراتس واقع شده‌است. جرم ۱٬۴۶۳٫۰۶ متر بالاتر از سطح دریا واقع شده‌است.